# Pathet Lao
El Pathet Lao (en laosià: ປະ ເທດ ລາວ, "Terra de Laos") va ser un moviment polític i una organització nacionalista i comunista de Laos, format a mitjans del segle xx. El grup va tenir èxit a prendre el control polític després de la guerra Civil laosiana, després de la qual va succeir una revolució insurgent que es va estendre des de la dècada de 1950 fins a 1975.
El Pathet Lao sempre va tenir molta afinitat amb els comunistes del veí país del Vietnam. Durant la guerra civil, va estar organitzat, proveït i fins dirigit per l'exèrcit del Vietnam del Nord. El Pathet Lao va ser l'equivalent laosià del Viet Minh i el Front Nacional d'Alliberament del Vietnam (Viet Cong). Eventualment, el terme va esdevenir el nom genèric dels comunistes de Laos. El moviment polític de Pathet Lao inicialment va ser anomenat Partit del Poble de Laos (entre 1955 i 1972), per posteriorment ser batejat com el Partit Popular Revolucionari de Laos.
El Viet Cong va donar suport al Pathet Lao en la lluita contra el Regne de Laos envaint el país el 1958 i el 1959, ocupant l'est del país per utilitzar-lo com a corredor de subministrament de la ruta Ho Chi Minh i com a zona de preparació per a les ofensives al Vietnam del Sud.
Després que el Pathet Lao prengués el poder després del triomf de la revolució en 1975, van deixar de ser un moviment d'insurrecció nacionalista, caient la reivindicació nacional en l'oblit. A diferència dels Khmers rojos, el Pathet Lao rebia una forta influència vietnamita. Dins dels dirigents més importants del Pathet Lao hi ha al príncep Souphanouvong, Kaysone Phomvihane, Phoumi Vongvichit, Nouhak Phoumsavanh i Khamtay Siphandone.